# Coenobium

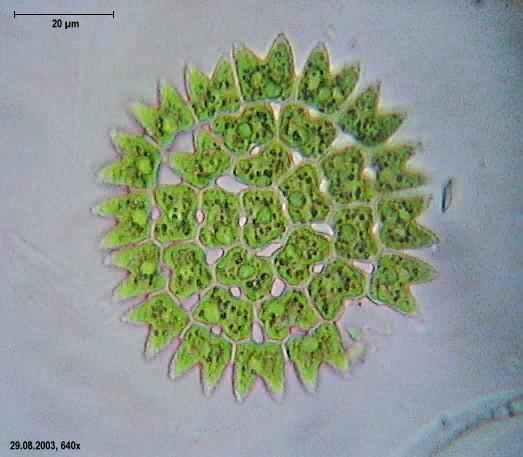
Pediastrum duplex

Ein Coenobium (Plural: Coenobien) ist in der Biologie ein lockerer Zellverband (Kolonie) der gleichen Art, die eine bestimmte, feste Zellanzahl ohne oder geringer Spezialisierung enthält. Sie werden dadurch gebildet, dass die Zellen nach der Teilung nicht voneinander getrennt werden, sondern über eine Gallerte, Schleim oder Kapseln verbunden bleiben. Sie können nach Änderung der Lebensbedingungen oder durch Scherkräfte in lebensfähige Einzelzellen zerfallen. Es tritt bei Bakterien, vor allem Cyanobacterien, und einigen einzelligen Algen auf.

## Beispiele
- Volvox und Verwandte
- Scenedesmus
- Pediastrum
- Hydrodictyon

## Andere Bedeutungen
- Kloster (Koinobitentum)